# Wasserburg Egeln

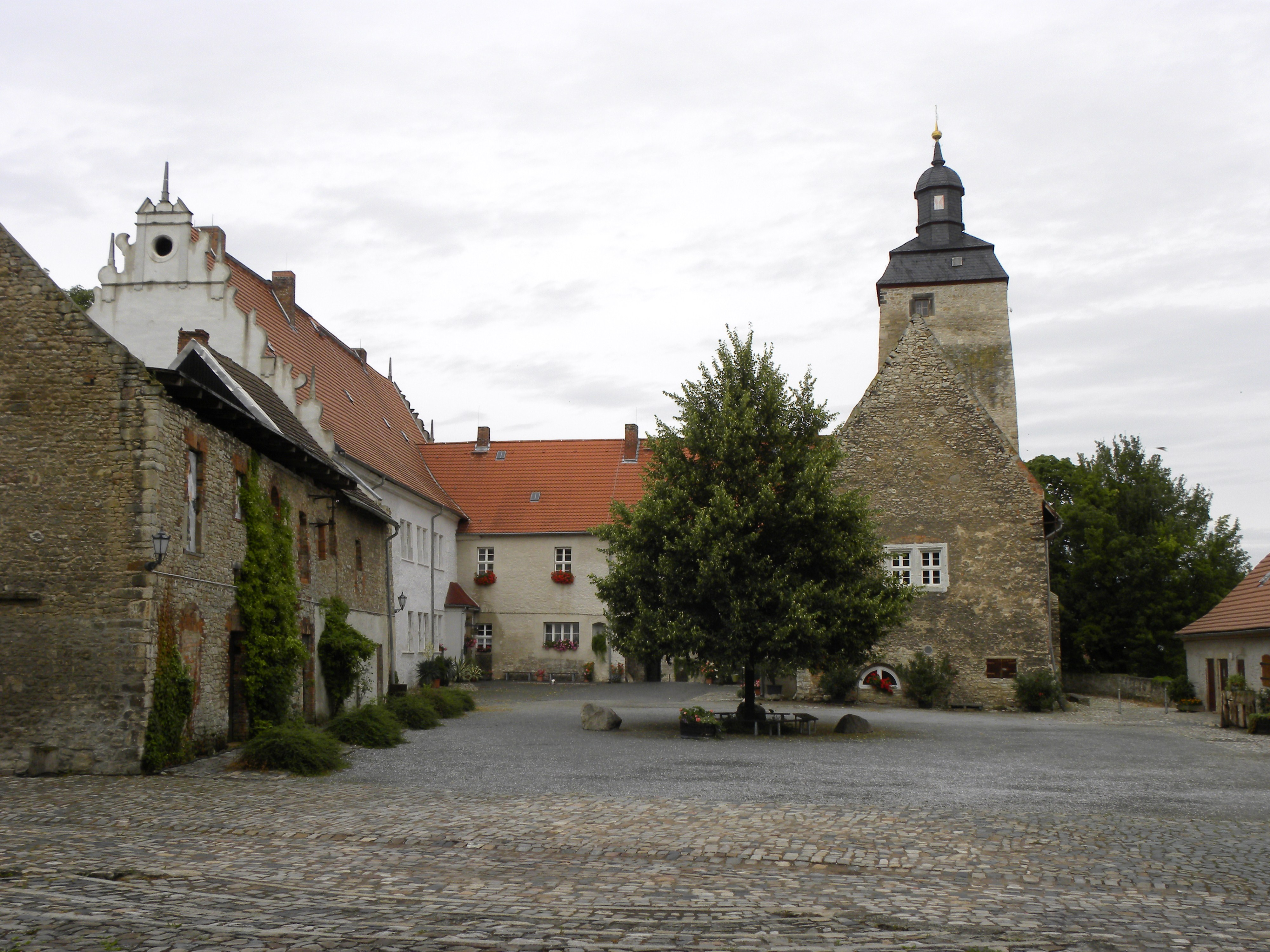
Innenhof der Wasserburg Egeln von Osten

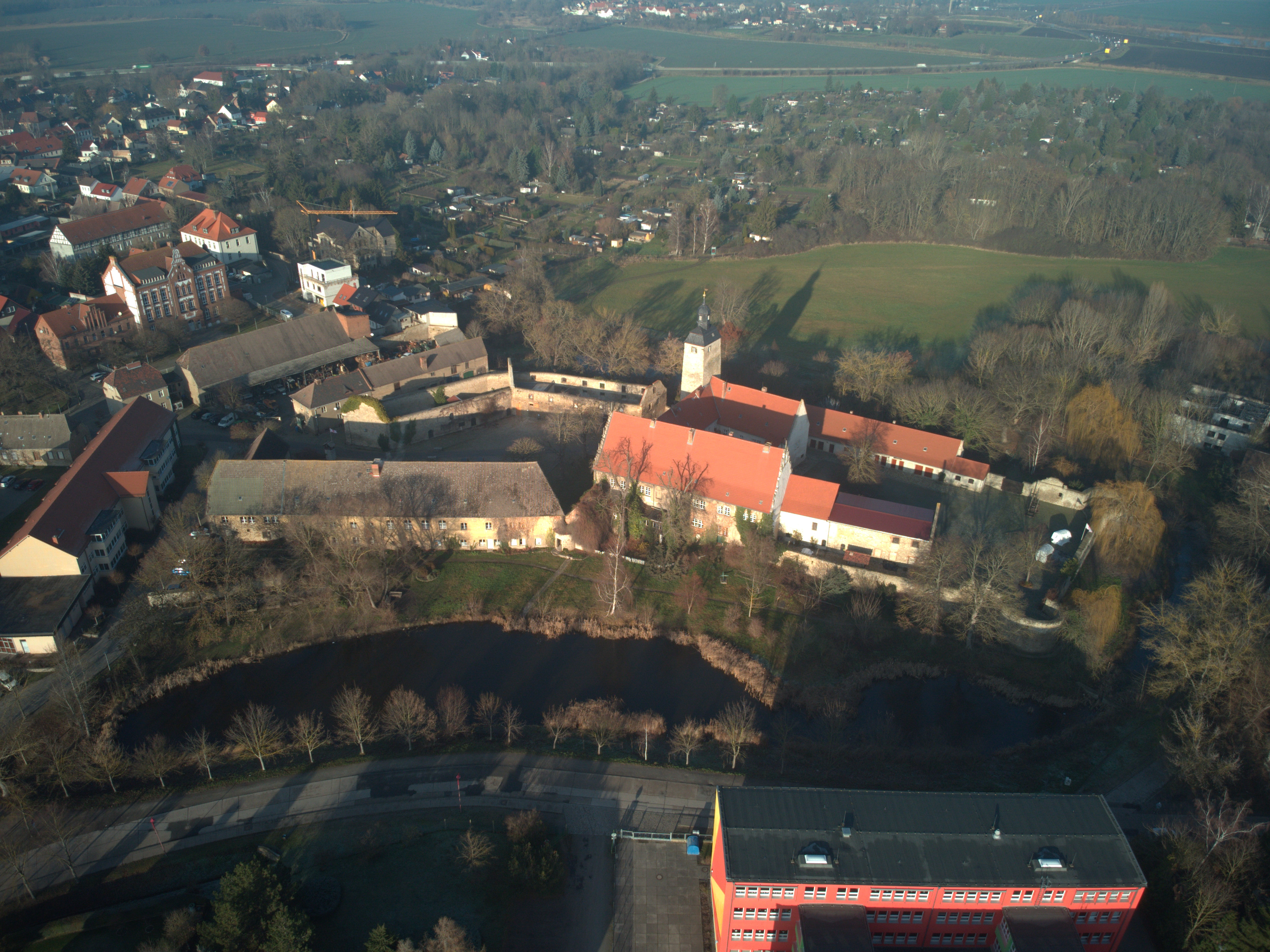
Wasserburg Egeln im Luftbild von Süden

Die Wasserburg Egeln ist eine Wasserburg bei Egeln im Salzlandkreis in Sachsen-Anhalt.

## Geographische Lage
Die Wasserburg Egeln befindet sich etwa 250 m östlich des Ortskerns von Egeln, einer Kleinstadt in der Magdeburger Börde. Sie steht im fruchtbaren Niederungsteil Egelner Mulde des Saale-Zuflusses Bode. Den mit Wasser gefüllten Burggraben speist der von Nordwesten kommende Hundegraben (Hunnengraben), der über den ostsüdostwärts verlaufenden Mühlgraben beim nahen Unseburg in die Bode entwässert. Die Burg steht auf maximal etwa 75 m ü. NHN.

## Geschichte
Die Ortschaft Egeln wurde im Jahre 941 erstmals in einer Urkunde erwähnt, in der König Otto I. die Orte „Osteregulun“, Westeregulun und einen Teil des Hakelwaldes an Siegfried schenkte, den Sohn des Markgrafen Gero, den Otto I. aus der Taufe gehoben hatte. Siegfried verstarb schon frühzeitig in einem Feldzug gegen die Slawen und Markgraf Gero gründete zur Absicherung seiner Schwiegertochter Hathui das Kloster Gernrode, in dessen Besitz Egeln zeitgleich überging.
In jener ersten Urkunde wird ein neues Kastell erwähnt. Dieses diente dem Schutz der Furt durch den Bodefluss, vor dem die Heerstraßen aus Erfurt, Quedlinburg und Goslar zusammentrafen, die zu einer Straße vereinigt nach Magdeburg weiterführte, der ersten Hauptstadt des Heiligen Römischen Reiches Deutscher Nation. Vor diesem Kastell siedelten sich Handwerker und Handelsleute an und es entstand eine Marktsiedlung, die von vielen Durchreisenden frequentiert wurde. Da das Kastell mit seinen weitläufigen Verteidigungsanlagen, zwischen zwei Bodearmen gelegen, die weitere Entwicklung der Siedlung behinderte, legten die Askanier im 10./11. Jahrhundert eine planmäßige Neustadt nordöstlich der Bode mit Markt und Kirche im Schutze einer neuen Burg an.
Diese wurde im Jahre 1250 von den Edlen von Hadmersleben erobert, die ihren Hauptsitz auf die Egelner Burg verlegten und sich nun als Herren von Egeln bezeichneten. Sie befestigten den Ort mit einer starken Mauer und verliehen ihm Markt- und Stadtrecht. Auf dem Gelände des alten Kastells, das nun vor den Toren der Stadt lag, gründeten sie 1259 auf Bitten der Gemahlin Otto des Älteren, Jutta von Blankenburg, das Kloster Marienstuhl.
Als 1416 Graf Curd von Hadmersleben zu Egeln ohne männlichen Nachkommen verstarb, kam Egeln über die Grafen von Barby 1418 an das Domkapitel des Magdeburger Domes, das die Burg zum Schloss umbaute und als Sommerresidenz und Tafelgut nutzte. Der vom Domkapitel eingesetzte Burghauptmann oder Vogt hatte auch die Gerichtsbarkeit über die sieben zum Amt Egeln gehörigen Dörfer.
Unter Erzbischof Günther II. von Schwarzburg (1403–1445/45) wurde die Burg zu einer spätgotischen Anlage umgebaut, die Vorburg erweitert und mit weiteren Scheunen sowie Stallanlagen bebaut. Im Dreißigjährigen Krieg war sie zeitweilig Heereshauptquartier der Schwedischen Armee und Wohnsitz des Generalfeldmarschall Johan Banér. Danach wurde sie preußische Domäne und als Pacht an verdiente Offiziere vergeben.
Nach 1945 war die Anlage Volkseigenes Gut, das Interesse für den Erhalt der historischen Gebäude jedoch gering, so dass eine Periode des zunehmenden Verfalls begann. 1987 gelang es dem Egelner Uhrmacher Hans Grube den Direktor des Gutes für die „Aktion Wasserburg“ zu gewinnen und somit einen Stadtratsbeschluss zu verhindern, den bereits verlandeten Burggraben gänzlich mit Bauschutt zu verfüllen.
1993 wurden der Bergfried und das Torhaus restauriert und beherbergen seitdem das Egelner Museum für Vor- und Früh- sowie Stadtgeschichte. Im Oktober 1995 kam die Burganlage in den Besitz der Stadt Egeln und soll langfristig geplant, das kulturelle Zentrum der Stadt werden.

## Heutige Nutzung
Auf der Oberburg mit Freilichtbühne, Kreativzentrum und Kellertheater finden ganzjährig Veranstaltungen der verschiedensten Art statt. Im Foyer des Museums besteht die Möglichkeit der standesamtlichen Trauung. Im romanischen Gewölbe wird die Gelegenheit geboten, Feiern auszurichten. Im Palas besteht seit 2008 eine Übernachtungsmöglichkeit.

## Ortschaften des Amts Egeln 1648
Folgende Ortschaften gehörten 1648 zum Amt Egeln:
- Egeln (Altenmarkt)
- Alten Weddy (Altenweddingen)
- Atzendorff
- Bleckendorff (jetzt: Egeln-Nord)
- Ottersleben (falsch für Etgersleben)
- Schwaneberg (Sülzetal)
- Tartün (Tarthun)
- Wollmerssleben (Wolmirsleben)